# 趙良
趙良（？—？），河南淇縣人，明初進士。

## 生平
趙良自幼聰穎絕倫，年方弱冠即入淇縣縣學，洪武二十三年（1390年）中式庚午科舉人，次年聯捷辛未科二甲進士。鄉人爭相誇讚，趙良卻不以為意。未入仕而身故。清順治《淇縣志》有傳。